# Élections de la délégation financière algérienne de 1901
 (octobre 2023).
Les élections de la délégation financière algérienne de 1901 sont les secondes élections locales s'étant déroulée en Algérie pendant la période coloniale française pour désigner les représentants de la délégation financière.

## Contexte
En août 1898, à l'occasion de réformes financières et pour apaiser les colères autonomistes, le gouverneur général Édouard Laferrière ainsi que le Président de la République Félix Faure décident d'instituer les délégations financières pour décider du budget de l'Algérie française et notamment décider les taux et les assiettes de l'impôt. Le caractère du budget de l'Algérie est celui d'une collectivité locale décentralisée. Elle est alors une entité administrative beaucoup plus vaste qu'une collectivité locale ordinaire, commune ou département, de telle sorte que peu à peu son budget prend une dimension à caractère véritablement étatique. 
Par la loi du 19 décembre 1900, l’Algérie cesse d’être considérée « comme un simple prolongement de la France continentale » ; elle est dotée de la personnalité civile et de l’autonomie budgétaire. La métropole garde la charge des dépenses ; militaires (55 millions en 1898, soit plus que l’ensemble des recettes perçues en Algérie : 53 millions) et les pensions des fonctionnaires métropolitains, ainsi que 12 garantie d’intérêt des chemins de fer (20 à 25 millions), soit un total de quelque 84 millions. L’ensemble des recettes effectuées en Algérie revient en revanche au budget algérien. De plus, le budget doit être voté par les délégations financières et le Conseil supérieur de gouvernement. Cette même loi prévoit dans son article 2 que l'organisation et les attributions des délégations financières sont provisoirement régies par le décret du 23 août 1898. À l'instar des colonies françaises, dont le régime financier est établi par la loi du 13 avril 1901, le projet de budget de l'Algérie est établi par le gouverneur général sous le contrôle des ministres de l'Intérieur et des Finances. 
La force des milieux autonomistes antijuifs reste cependant encore assez importante comme avec Jules Guérin qui devient maire d'Alger en mai 1900, utilisant des « jeunesse antisémite nationaliste » et il devient conseiller général d'Alger en juin 1901. Cependant, l'antijudaïsme était déjà en recul en raison d'autres problématiques, en lien notamment avec les algériens et berbères.

## Mode de scrutin
L'élection suit une triple séparation entre Français, colons, non-colons et les Algériens dans trois collèges d'électeurs différents. Les colons sont l'ensemble des Français d'Algérie chefs d'exploitation agricole, tandis que les non-colons sont des Français d'Algérie inscrits au rôle de la taxe foncière pour un immeuble urbain. Tous les électeurs doivent avoir 25 ans et pour les Français, l'être depuis 12 ans.
Chaque collège élit 24 membres, à raison de 8 par département. Le collège colon élit les délégués au suffrage universel tandis que le collège non-colon utilise un scrutin individuel.
Enfin, les Algériens sont représentés par une délégation de 21 membres. Elle est composée de 9 délégués, 3 par départements, élus par les conseillers municipaux indigènes des communes de plein exercice et par les membres indigènes des commissions municipales de communes mixtes, soit environ 5 000 électeurs. Ainsi que 6 Commissaires du Gouvernement des territoires de commandement, deux par départements, désignés par le gouverneur sur suggestion du général et enfin 6 délégués Kabyles. Les délégués sont élus pour six ans et renouvelables par moitié tous les trois ans.

## Résultats
L'extrême-droite est présente au sein de la Délégation, mais est marginalisée.

## Sources et références
1. 1 2  « La Tafna : journal de l'arrondissement de Tlemcen », sur Gallica, 31 août 1898 (consulté le 30 juin 2020)
2. 1 2  Charles-Robert Ageron, « L’évolution administrative et politique de 1871 à 1902 », dans Histoire de l'Algérie contemporaine. 1871 - 1954, Paris, Presses Universitaires de France, 1979 (lire en ligne), p. 17-72